# Amplicephalus
Amplicephalus är ett släkte av insekter. Amplicephalus ingår i familjen dvärgstritar.

## Dottertaxa tillAmplicephalus, i alfabetisk ordning[1]
- Amplicephalus abundans
- Amplicephalus acuticeps
- Amplicephalus albivenosus
- Amplicephalus angolus
- Amplicephalus apertus
- Amplicephalus araucoanus
- Amplicephalus aurantiacus
- Amplicephalus backhauseni
- Amplicephalus bolivicus
- Amplicephalus boliviellus
- Amplicephalus brachypterus
- Amplicephalus brevis
- Amplicephalus buenus
- Amplicephalus campanus
- Amplicephalus cekalovici
- Amplicephalus chacus
- Amplicephalus chiquitana
- Amplicephalus cruzus
- Amplicephalus curtulus
- Amplicephalus discalis
- Amplicephalus eusebius
- Amplicephalus fallaciosus
- Amplicephalus faminei
- Amplicephalus funzaensis
- Amplicephalus glaucus
- Amplicephalus ica
- Amplicephalus insularis
- Amplicephalus intermedius
- Amplicephalus laxus
- Amplicephalus lineata
- Amplicephalus littoralis
- Amplicephalus lorenzus
- Amplicephalus lunatus
- Amplicephalus luridus
- Amplicephalus marginellanus
- Amplicephalus obsoletus
- Amplicephalus ornatus
- Amplicephalus osborni
- Amplicephalus pallidus
- Amplicephalus papillosus
- Amplicephalus paradoxus
- Amplicephalus parquis
- Amplicephalus pedriatus
- Amplicephalus productus
- Amplicephalus quadrinotata
- Amplicephalus rotundiceps
- Amplicephalus saltensis
- Amplicephalus santanus
- Amplicephalus similis
- Amplicephalus simplex
- Amplicephalus simpliciusculus
- Amplicephalus tabasca
- Amplicephalus transversalis
- Amplicephalus tubupennis
- Amplicephalus ultimasperatus
- Amplicephalus valdivianus
- Amplicephalus villarricus